# Église Saint-Martin de Yèbles
L’église Saint-Martin est  située à Yèbles dans le département français de Seine-et-Marne, en région Île-de-France.

## Historique
Sa construction initiale remonte au XIIe siècle, le chœur est du XIIIe siècle et la nef, épaulée de contreforts, alternativement avec de petites baies plein cintre, restaurée au XVe siècle. 

## Rattachement
L'église fait partie du Pôle missionnaire de Mormant qui est rattachée au diocèse de Meaux.

## Architecture
Terminé par un chevet quadrangulaire, l'église de style roman est de plan allongé rectangulaire. Elle comporte un chœur droit et une tour-clocher engagée sur le côté nord de l'édifice.
La toiture est en bâtière.

## Mobilier
L'église Saint-Martin possède plusieurs objets classés monument historique dont un retable du maitre-autel de 1598, un calvaire du XVIIe siècle et :
- Un bénitier en pierre formé d'une ancienne mesure à liquides[4].
- Un banc d'œuvre[5].
- Une statue de la Vierge à l'Enfant du XVIIe siècle[6].
- Trois statues en bois polychrome : Le Christ en croix, La Vierge, Saint Jean, de Nicolas Guillain provenant d'une poutre de gloire daté de 1598[7].